# デイヴィッド・バーカ
デイヴィッド・バーカ（David Burtka、1975年5月29日- ）は、アメリカ合衆国の俳優、そしてプロフェッショナルのシェフである。
シアターでの『The Play About the Baby』やテレヴィジョン・ショーでの『ママと恋に落ちるまで』で演じた役で知られている。
『ママと恋に落ちるまで』に出演した後、2014年に結婚することとなるニール・パトリック・ハリスとの関係がメディアの注目を集めた。

## 経歴
ダニエル・バーカとデボラ・A・ザースとの間の息子としてミシガン州ディアボーンで生まれた。バーカはポーランド系である。同じミシガン州のカントンで育って、1993年にセイラム・ハイ・スクールを卒業した。ミシガン大学でBFAの学位を取得して卒業した後は、"Interlochen Center for the Arts"で演技を学んで、ウィリアム・エスパーのスタジオでさらにトレーニングを続けた。

## キャリア
バーカは、TV出演が2002年の『ザ・ホワイトハウス』へのゲスト出演が最初で、次が『女検死医ジョーダン』のゲスト出演であった。
バーカは2000年のエドワード・オルビーのアメリカ初演の作品、『The Play About the Baby』にボーイ役で出演して、2001年のクラレンス・ダーウェント・アウォーズの"most promising male performer"を受賞した。
ブロードウェイへのデビューは、バーナデット・ピーターズがローズ役で上演された、2003年リヴァイヴァル公演の『ジプシー』にタルサ役での出演であった。
2004年、『The Opposite of Sex』でオリジナル役のマットを演じ、2006年にはイースト・コーストの初日上演で再びこの役を演じた。
バーカは『ママと恋に落ちるまで』で、全7話に出演した。リリーのボーイフレンドのスクーターの役で、2人はいまだに別れられないという設定だった。また、『ハロルド＆クマー　クリスマスは大騒ぎ!?』に自身の役でカメオ出演して、『ママと恋に落ちるまで』のキャラクターそのままに、ニール・パトリック・ハリスとの共演シーンで登場した。
2012年の『Annie and the Gypsy』と2014年の『ダンス・オフ』に出演した後はブロードウェイに戻って、2015年4月に、デイヴィッド・ハイド・ピアース監督の『It Shoulda Been You』に出演した。キャストにはタイン・デイリーとハリエット・ハリスが含まれていて、シエラ・ボーゲスが演じたユダヤ人の花嫁の、カソリックの婚約者を演じていた。

### 私生活
『ママと恋に落ちるまで』に出演して6ヵ月後に、シリーズのスターであったニール・パトリック・ハリスとのロマンティックな関係が原因でバーカの出演が行われたという話が浮上した。憶測は、ハリスが「People」誌のカヴァー・ストーリーで、ゲイを公然と認めるまで出回っていた。バーカは公には沈黙していたが、ハリスは後にバーカと共に同居する予定であると語った。
バーカとハリスは、エレン・デジェネレスのショーで論じられたが、2007年9月に公然と認められた始めてのカップルとしてエミー賞に出席した。
2009年2月4日に、バーカとハリスはLGBTの収益のために、2人でステージに立つのは初めてであったが、ニュー・ヨークのコミュニティー・センターで『レント』からの曲をデュエットした。2人は代理母を介して2010年10月に生まれた、ギディアン・スコットとハーパー・グレースの双子の親になった。ハリスはバーカを"my better half"と"an amazing chef"と呼んでいる。レイン・ヤンガーとの関係は何年も前に終わっているが、バーカはレイン・ヤンガーの子供達の親子関係を継続している。
ハリスによると、バーカはプロフェッショナルなシェフになるために、かなりの時間を費やしていた。ル・コルドン・ブルーの"College of Culinary Arts Pasadena"を卒業して、2009年に、L.A.ケータリング・カンパニー"Gourmet M.D."の運営を開始した
。
BurtkaとHarrisは、2011年6月24日に、ニュー・ヨークで同姓同士の結婚が合法となったので、バーカとハリスは平等法が成立したことを受けて、ツイッターでお互いに婚約していた事実を発表した。5年前にお互いに提案していたが、合法になるまで秘密にしていたものであった。そして、2014年にイタリアで親しい友人や家族に囲まれて結婚した。

## 主な出演作品

### 映画
| 公開年 | 邦題 原題                                                                      | 役名                              | 備考         |
| ------ | ------------------------------------------------------------------------------ | --------------------------------- | ------------ |
| 1999   | 24 Nights                                                                      | Toby                              |              |
| 2007   | Open House                                                                     | Husband                           | (Short film9 |
| 2011   | ハロルド＆クマー クリスマスは大騒ぎ!? *原題 A Very Harold & Kumar 3D Christmas | デイヴィッド・バーカ David Burtka |              |
| 2011   | Gaysharktank.com                                                               | -                                 | (Short film) |
| 2012   | Annie and the Gypsy                                                            | -                                 |              |
| 2013   | The Gay Christian Mingle                                                       | -                                 | (Short film) |
| 2014   | ダンス・オフ *原題 Dance-Off                                                   | JT                                |              |

### TVドラマとTVシリーズ
| 放映年      | 邦題 原題                                                                      | 役名                            | 備考                                         |
| ----------- | ------------------------------------------------------------------------------ | ------------------------------- | -------------------------------------------- |
| 2002        | ザ・ホワイトハウス *原題 The West Wing                                         | ブルース Intern Bruce           | 第3シーズン 第20話 「誰かが見ている」        |
| 2005        | 女検死医ジョーダン *原題 Crossing Jordan                                       | クレイグ・ヒーリー Craig Heeley | 第5シーズン 第6話 「封じ込まれた真実」       |
| 2007        | CSI:ニューヨーク *原題 CSI:NY                                                  | デイヴィッド・キング David king | 第4シーズン 第5話 「不思議の国のヴィーナス」 |
| 2007        | Driving Under the Influence                                                    | Nichols                         | (TV Short)                                   |
| 2007        | Worldly Possession                                                             | Andrew Bates                    | (Television film)                            |
| 2007        | Army Guy                                                                       | Keith                           | (TV Short)                                   |
| 2012        | Neil's Puppet Dreams                                                           | Himself                         | 全7話出演                                    |
| 2006 – 2014 | ママと恋に落ちるまで *原題 How I Met Your Mother                               | スクーター Scooter              | 全7話出演                                    |
| 2015        | アメリカン・ホラーストーリー：怪奇劇場 *原題 American Horror Story: Freak Show | マイケル・ベック Michael Beck   | 第13話 「カーテンコール」                    |

### シアター
| 上演年 | 題名 原題               | 役名 原表記  | 備考                                   |
| ------ | ----------------------- | ------------ | -------------------------------------- |
| 2000   | The Play About the Baby | Boy          | Century Center For The Performing Arts |
| 2004   | ジプシー Gypsy          | タルサ Tulsa | (1962年映画:ジプシー) Shubert Theatre  |
| 2006   | The Opposite of Sex     | Matt         | Nikos Stage                            |
| 2015   | It Shoulda Been You     | Brian Howard | Brooks Atkinson Theatre                |

## 参照
1. ↑  “Obituary » Michigan Death Notices » from Michigan.com . . .”. michigan.com. 2015年4月24日閲覧。
2. ↑  Administrator. “Famous Polish Americans”. polishyoungstown.com. 2015年4月24日閲覧。
3. ↑  “Annie and the Gypsy”. 2014年9月8日時点のオリジナルよりアーカイブ。2013年2月8日閲覧。
4. ↑  https://www.imdb.com/title/tt3024964/
5. ↑  BWW News Desk. “Tyne Daly, Harriet Harris, Sierra Boggess, Lisa Howard, David Burtka & More Will Star in David Hyde Pierce-Helmed IT SHOULDA BEEN YOU on Broadway; Opens April 14”. BroadwayWorld.com. 2015年4月24日閲覧。
6. ↑  BWW News Desk. “Tyne Daly, Harriet Harris, Sierra Boggess, Lisa Howard, David Burtka & More Will Star in David Hyde Pierce-Helmed IT SHOULDA BEEN YOU on Broadway; Opens April 14”. BroadwayWorld.com. 2015年4月24日閲覧。
7. ↑  canada.com October 24, 2006 (2006年10月24日). “O.C. stars hit T.O”.   Canada.com. 2011年7月23日時点のオリジナルよりアーカイブ。2010年9月15日閲覧。
8. ↑  “EXCLUSIVE: Neil Patrick Harris Tells PEOPLE He Is Gay - Neil Patrick Harris”.   People.com (2006年11月3日). 2008年3月13日時点のオリジナルよりアーカイブ。2010年9月15日閲覧。
9. ↑  Fabien Montique (2007年7月26日). “Neil Patrick Moves In With Boyfriend!”.   theBosh.com. 2007年10月12日時点のオリジナルよりアーカイブ。2007年9月7日閲覧。
10. ↑  Thomson, Katherine (2007年9月13日). “Watch: Neil Patrick Harris Tells Ellen About Going To The Emmys Since Coming Out”. The Huffington Post
11. ↑  “15 Questions with Neil Patrick Harris”. 2008年11月26日閲覧。
12. ↑  “Neil Patrick Harris Welcomes 'Happy, Healthy' Twins”.   People (2010年10月15日). 2010年10月15日閲覧。
13. ↑   US Weekly. (February 18, 2008).
14. ↑  “David Burtka on Twitter”. Twitter. 2015年4月24日閲覧。
15. ↑  “GourmetCatering.com”.   Gourmetmdcatering.com. 2011年11月16日閲覧。
16. ↑  “Neil Patrick Harris Marries David Burtka”. 2014年9月8日閲覧。